# Abronius canescens
Abronius canescens är en insektsart som beskrevs av James George Needham 1909. Abronius canescens ingår i släktet Abronius och familjen fjärilsländor. Inga underarter finns listade i Catalogue of Life.